# Kubo Kakutarō

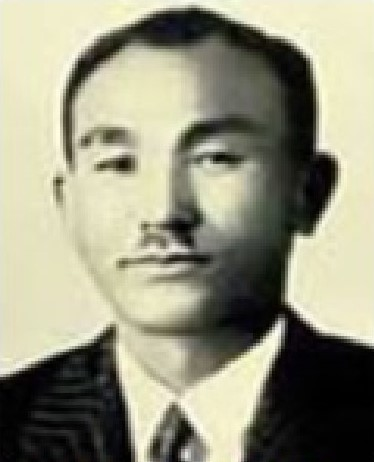
Kubo Kakutarō

Kubo Kakutarō (japanisch 久保 角太郎; geb. 7. Juli 1892 in Minato in der Präfektur Chiba; gest. 18. November 1944) war ein japanischer Religionsstifter zu Beginn der Shōwa-Zeit. Er ist der Gründer der neuen religiösen Bewegung Reiyūkai.

## Leben und Werk
Kubo Kakutarō wurde als dritter Son der Familie Matsutaka (松鷹家) geboren. Nach Abschluss der Grundschule ging er nach Tōkyō, lernte das Tischlerhandwerk und besuchte zur Weiterbildung eine Abendschule. 1919 wurde er von der Familie Kubo adoptiert, die mit der Familie des Barons Sengoku Masayuki (仙石 政敬;1872–1935) verwandt war, und bekam eine Stelle im Hofamt. Als er heiratete, erhielt er von Masuko Yūji (1885–1979) den Segen als Gläubiger der Hokke-Richtung des Buddhismus.
1918 geriet Kubo unter den Einfluss von Nishida Toshizō (西田 利蔵; 1850―1918) und dessen „Bussho Gonenkai“ (仏所護念会). Das war eine buddhistische Laienbewegung, die auf den Ideen Nichirens basierte. Kubo, stark beeinflusst von der Lotos-Sutra, entwickelte daraus die Idee der Ahnenverehrung als Schlüssel zur nationalen Errettung und zur sozialen Harmonie. Er entwickelte auch ein Verehrungsritual, das von Laie, und nicht von dazu bestellten Priestern, ausgeführt werden sollte. Mit diesen Ideen gründete er 1920 die lose Vereinigung „Rei no tomo“ (霊の友) – „Freunde der Seele“. Unterstützt wurde er von Wakatsuki Chise (若月 チセ; 1884―1971) und Bekki Sadao (戸次貞雄; 1897―1965).
Mit Hilfe seiner Schwägerin Kotani Kimi (1901–1971), die hervorragend war, was Bekehrung und Organisation anbetraf, formte Kubo 1925 aus der Vereinigung die Glaubensgemeinschaft Reiyūkai. 1930, anlässlich der Feiern zu „10000 Seelen“ (万霊; Manrei), ernannte sich Kubo zum Leiter der Glaubensgemeinschaft. Die Vereinigung wuchs in den 1930er bis 1960er Jahren beträchtlich und ist heute, zusammen mit der Sōka Gakkai, eine der einflussreichsten neuen religiösen Vereinigungen.